# Różnica (Załuże)
Różnica – część wsi Załuże w Polsce, położona w województwie małopolskim, w powiecie dąbrowskim, w gminie Szczucin.
W latach 1975–1998 Różnica należała administracyjnie do województwa tarnowskiego.